# Kostel Povýšení svatého Kříže (Drásov)
Kostel Povýšení svatého Kříže je římskokatolický chrám v městysu Drásov v okrese Brno-venkov. Je chráněn jako kulturní památka České republiky. Je farním kostelem drásovské farnosti.

## Historie
Drásovská fara je poprvé zmiňována k roku 1259. Jádro kostela tvořené obvodovými zdmi lodi je pozdně románské. V první polovině 14. století bylo postaveno gotické, trojboce ukončené kněžiště s dodnes dochovanými nástěnnými malbami a se sakristií u severní stěny. Datování věže před západním průčelím není jednoznačné, mohla být vybudována již v této době (před rokem 1350) nebo až ke konci 15. století (zvon z roku 1484). K výrazným úpravám kostela došlo ve druhé polovině 17. století, kdy byla původně plochostropá loď zaklenuta valeně s výsečemi, původní žebrová klenba v presbytáři byla nahrazena novou křížovou, bylo přistavěno točité schodiště, v lodi byla zřízena hudební kruchta a interiér chrámu byl barokně upraven.